# Pietro Chesi
Pietro Chesi (Gambassi Terme, 24 november 1902 - Florence, 15 augustus 1944) is een voormalig Italiaans wielrenner. 
Hij was prof van 1925 tot 1934 en won Milaan-San Remo in 1927 dankzij een aanval op de Passo del Turchino, hij liet topfavoriet Alfredo Binda precies 9 minuten achter zich.

## Belangrijkste resultaten
1927
- 1e Milaan-San Remo

1928
- 10e eindklassement Ronde van Italië

## Resultaten in voornaamste wedstrijden
| Jaar | Ronde van Italië | Ronde van Frankrijk | Ronde van Spanje |
| ---- | ---------------- | ------------------- | ---------------- |
| 1927 |                  |                     |                  |
| 1928 | 10e              |                     |                  |

| Jaar | Milaan-San Remo |
| ---- | --------------- |
| 1927 | ↑               |
| 1928 | 6e              |